# Götrik von Schéele
Götrik Wilhelm Rinman von Schéele, född den 24 augusti 1834 i Filipstad, död den 25 juli 1913 i Alingsås, var en svensk militär, lantbrukare och hovman. Han var son till Frans Adolf von Schéele och far till Carl von Schéele.
von Schéele blev student vid Uppsala universitet 1854. Han blev underlöjtnant vid Dalregementet 1856, i armén 1858, och beviljades avsked ur krigstjänsten 1865. von Schéele genomgick 1859–1860 lantbruksskolan i Fiskeby i Norrköping och blev 1863 disponent för Kilanda säteri i Kilanda socken. Han arrenderade säteriet 1883–1908. von Schéele var föreståndare för Älvsborgs läns lantbruksskola i Kilanda 1870–1908. Han var även aktiv inom Älvsborgs läns norra hushållningssällskap, vars förvaltningsutskott han tillhörde 1868–1906 (som vice ordförande 1887–1898). von Schéele tilldelades sällskapets stora guldmedalj 1893 och blev hedersledamot 1906. Han invaldes som ledamot av Lantbruksakademien 1877 (hedersledamot 1911) och erhöll akademiens jetong i guld 1887. von Schéele blev hovintendent 1868 och kammarherre 1889. Han blev riddare av Vasaorden 1872 och av Nordstjärneorden 1892. von Schéele vilar på Kilanda kyrkogård.